# Toyota Tundra
La Toyota Tundra è un pick-up full-size prodotto da Toyota principalmente per il mercato nordamericano dal 1999.
Inizialmente costruito in un nuovo stabilimento Toyota a Princeton, Indiana, la produzione è stata trasferita nel 2008 nello stabilimento Toyota di San Antonio, Texas, ed è l'unico pickup full-size prodotto in Texas.

## Prima generazione (dal 1999 al 2006)
Nel maggio 1999, la prima Tundra fu introdotta come modello per l'anno 2000. Il prototipo e gli "Show Trucks" si chiamavano T150. Tuttavia, Ford si lamentò del fatto che il nome ricordasse il loro modello F-150, quindi Toyota decise di rinominare il T150 in Tundra dopo una sentenza del tribunale. Toyota ha poi dichiarato di non aver mai voluto nominare il modello di produzione T150. Come tit-for-tat, Toyota fece causa a Ford quando rilasciò la Lincoln LS; in quanto, secondo Toyota, quel nome era similare alla Lexus LS.
La Tundra era leggermente più grande della Toyota T100, ma era ancora considerata troppo piccola e simile a un'auto per essere un serio avversario dei pickup statunitensi. Il suo peso a vuoto era di 1785-1912 kg. È stato prodotto 120.000 esemplari all'anno, il doppio del numero venduto del T100. La Tundra è stata anche il veicolo Toyota più venduto sin dall'inizio. Molto acclamato dalla stampa specializzata, è stato nominato per Truck of the Year 2000 da Motor Trend e Best Full-Size Truck da Consumer Reports. Costruita nel nuovo stabilimento Toyota di Princeton, nell'Indiana, la Tundra ha dimostrato che la Toyota stava compiendo seri sforzi per colmare il divario con i "Tre Grandi" (GM, Ford e Chrysler) in tutti i principali segmenti di mercato.

### Motorizzazioni
Le opzioni del motore per la Tundra erano un V6 da 3,4 litri a 24 valvole che produceva 190 CV (140 kW) e 298 Nm di coppia e un V8 da 4,7 litri a 32 valvole che soddisfaceva la classificazione LEV, aveva 245 CV (180 kW) di potenza e 427 Nm di coppia. Da Toyota Racing Development (TRD) c'era un compressore per il V6 da 3,4 litri (2002-2003), aumentandone la potenza a 260 CV (191 kW) e la coppia a 350 Nm. Verso la fine del secondo anno di produzione, TRD ha introdotto un secondo compressore per il V8 (2002-2003), portandolo a 300 CV (221 kW) e 540 Nm. Il V6 sovralimentato era ancora ampiamente disponibile, mentre il V8 sovralimentato era più difficile da trovare poiché TRD aveva interrotto la produzione quando è uscito il nuovo V8 da 4,7 litri con fasatura variabile delle valvole (VVTi).
Nel 2003 è stata rivista la calandra e nel 2004 è stata introdotta una versione doppia cabina. La cabina doppia era inoltre più lunga di 330 mm e più alta di 76 mm rispetto al pianale normale e al pianale con cabina allungata. Nel 2005 è stato introdotto un nuovo motore: un V6 da 4,0 litri con 236 CV (174 kW) e 361 Nm di coppia. Allo stesso tempo, il V8 da 4,7 litri ha ricevuto la fasatura variabile delle valvole (VVTi), erogando 271 CV (199 kW) e 424 Nm. Il cambio manuale a cinque marce è stato sostituito con un cambio a sei marce e un automatico a cinque marce ha sostituito il vecchio a quattro marce. Nonostante una capacità di traino consentita di 3.080 kg (cabina doppia) o 3.216 kg (autocarro con pianale), ciascuno con un motore V8, il Tundra non poteva ancora competere con i grandi pickup del Big Three e della Nissan. Gli appassionati di pickup americani si riferiscono quindi ancora alla Tundra come a un pickup 7/8.
Nel 2006, è stata offerta un'edizione Darrell Waltrip per commemorare la star della NASCAR e la partecipazione alla gara di pickup NASCAR. Sono stati realizzati solo 2.000 esemplari del V8 Tundra a doppia cabina. Inclusi nel pacchetto c'erano emblemi speciali e cerchi in alluminio da 18 pollici.

## Seconda generazione (dal 2007 al 2021)
La seconda generazione è stata presentata al Chicago Auto Show del 2006. Assomigliava in alcuni dettagli alla sorella minore Tacoma. Il pick-up era stato migliorato in molti modi; ad esempio, il carico rimorchiabile consentito è salito a oltre 4.500 kg, il carico utile a oltre 900 kg e ha ottenuto un nuovo motore V8 da 5,7 litri (Toyota 3UR-FE) in combinazione con un cambio automatico a sei velocità. Quindi c'erano tre motori tra cui scegliere per la Tundra di seconda generazione: il nuovo V8 da 5,7 litri con una potenza di 381 CV (280 kW) e una coppia di 544 Nm, il vecchio V8 da 4,7 litri, Tipo 2UZ-FE, con potenza di 276 CV (203 kW) e una coppia di 424 Nm e il vecchio V6 da 4,0 litri, tipo 1GR-FE, con una potenza di 236 CV (174 kW) e una coppia di 361 Nm.
Quando la nuova Tundra uscì nel febbraio 2007, il modello era disponibile in 31 diverse versioni: tre lunghezze del pianale, tre stili di cabina, quattro passi e due tipi di trasmissione. Una nuova cabina doppia ha sostituito la vecchia cabina estesa e al posto della vecchia cabina doppia c'era un'ulteriore versione estesa che era paragonabile al Dodge Ram Mega Cab. La doppia cabina era disponibile con lunghezza del letto di 1.980 mm, lunghezza normale e 2.430 mm, mentre la doppia cabina estesa era disponibile solo con un letto corto di 1.676 mm di lunghezza. La Tundra aveva anche un nuovo cambio automatico a sei marce con quinta e sesta marcia bloccate, di serie sul V8 da 5,7 litri. Il veicolo aveva un'accelerazione da 0 a 100 km/h in 6,3.
Alcune caratteristiche particolari erano: le maniglie delle porte extra-large, un sistema di binari sul letto, ganci di traino integrati e poggiatesta regolabili per i lavoratori che indossano elmetti. Inoltre, la Tundra aveva un differenziale parzialmente bloccabile (Auto-LSD), controllo di stabilità (VSC), controllo di trazione (TRAC), distribuzione elettronica della forza frenante (EBD), assistenza alla frenata (BAS), sistema di frenata antibloccaggio (ABS) e un assistente al portellone di serie. Tuttavia, il suo prezzo base elevato di $ 22.390 lo rendeva più costoso della Chevrolet Silverado ($ 17.860) e della Ford F-150 base ($ 17.345).
Altri aggiornamenti che Toyota ha apportato alla Tundra sono gli specchietti opzionali per il rimorchio, un serbatoio del carburante da 100 litri, ruote in alluminio da 22 "opzionali, una telecamera per la retromarcia, una connessione Bluetooth, una grande console centrale (abbastanza grande per un laptop con uno schermo da 15″), dischi e pinze dei freni sovradimensionati e il già citato cambio automatico a 6 velocità.

### Motorizzazioni
| Modello | Commercializzazione | Motore  | N. Cilindri | Potenza         | Coppia Massima (N·m) |
| 4.0     | dal 2007 al 2009    | Benzina | 6           | 176 kW (249 CV) | 361                  |
| 4.7     | dal 2007 al 2009    | Benzina | 8           | 206 kW (280 CV) | 424                  |
| 5.7     | dal 2007 al 2009    | Benzina | 8           | 284 kW (386 CV) | 544                  |
| 4.0     | dal 2010 al 2013    | Benzina | 6           | 176 kW (249 CV) | 361                  |
| 4.0     | dal 2010 al 2013    | Benzina | 6           | 201 kW (275 CV) | 377                  |
| 4.7     | dal 2010 al 2013    | Benzina | 8           | 231 kW (315 CV) | 443                  |
| 5.7     | dal 2010 al 2013    | Benzina | 8           | 284 kW (386 CV) | 544                  |
| 4.0     | dal 2014 al 2015    | Benzina | 6           | 206 kW (280 CV) | 384                  |
| 4.7     | dal 2014 al 2015    | Benzina | 8           | 231 kW (315 CV) | 443                  |
| 5.7     | dal 2014 al 2015    | Benzina | 8           | 284 kW (385 CV) | 544                  |

## Terza generazione (dal 2022)
La terza generazione è stata presentata ufficialmente durante il salone dell'automobile di Detroit il 21 settembre 2021. Utilizza la piattaforma body-on-frame chiamata TNGA-F. Il 3 dicembre 2021 è iniziata la produzione del veicolo a San Antonio, in Texas.
La Tundra di terza generazione è offerta con due opzioni di propulsione: un motore V6 biturbo V35A-FTS da 3,4 litri che produce 353–395 CV (260–290 kW) e 549– 650 Nm di coppia, o una versione ibrida dell'unità V35A-FTS con un motore elettrico alloggiato all'interno della trasmissione (commercializzato come "i-Force Max"), producendo un totale di 443 CV (326 kW) e 790 N⋅m di coppia. Entrambe le opzioni di propulsione sono abbinate a un cambio automatico a 10 velocità di origine Aisin. Non viene offerta alcuna opzione per il motore V8. Ha un telaio aggiornato e sospensioni posteriori a molla pneumatica o elicoidale. La capacità di traino massima e il carico utile massimo sono aumentati rispettivamente a 5.400 kg e 880 kg.
È disponibile in sette livelli di allestimento, sei dei quali ripresi dalla generazione precedente: SR, SR5, Limited, Platinum, 1794 Edition e TRD Pro, oltre a Capstone orientato al lusso. Le finiture SR, SR5, Limited, Platinum, 1794 Edition sono alimentate dal normale motore V35A-FTS, mentre l'unità ibrida è disponibile sulle finiture Limited e superiori e standard sulle finiture TRD Pro e Capstone. Anche il sistema di trazione integrale è di serie sui rivestimenti TRD Pro e Capstone.
La Tundra è disponibile in due stili di cabina, entrambi con quattro porte incernierate frontalmente: Double Cab (solo SR, SR5 e Limited) con cassone da 2,0 o 2,4 m e CrewMax (tutti gli allestimenti) con un pickup box da 1,7 o 2,0 m (quest'ultimo introdotto di recente per la Tundra). Un modello di cabina normale a 2 porte non è offerto. Un pacchetto fuoristrada TRD può essere aggiunto a tutte le finiture Tundra tranne SR, Platinum, TRD Pro e Capstone.

### Motorizzazioni
| Modello | Commercializzazione | Motore  | Cilindrata (cm³) | N. Cilindri | Potenza                 | Coppia Massima (N·m) |
| 3.4     | dal 2022            | Benzina | 3444             | 6           | 260–290 kW (353–395 CV) | 549– 650             |
| 3.4     | dal 2022            | Benzina | 3444             | 6           | 326 kW (443 CV)         | 790                  |